# Mops
Mopsul este o rasă de câini de mici dimensiuni, caracterizați de o față puternic ridată, bot turtit și coadă încolăcită. Blana este fină și strălucitoare, corpul compact cu mușchi bine dezvoltați. Funcția lor este de animale de companie, fiind descriși prin sintagma multum in parvo (mult prin puțin), cu referință la personalitatea și dimensiunile sale. Cunoscut în China antică sub denumirea de lo-sze, fiind posibili strămoși ai raselor pechinez și King Charles Spaniel. Au fost introduși și popularizați în Europa de către Casa de Orania în Olanda și dinastia Stuart în Marea Britanie. Mopsul poate suferi de o varietate de boli, incluzând supraîncălzire, obezitate, reflex faringian și două boli ce pot fi fatale: meningoencefalită necrotică și anomalie congenitală vertebrală. Necesită o îngrijire specială a urechilor și a cutelor de pe față.

### Descriere fizică

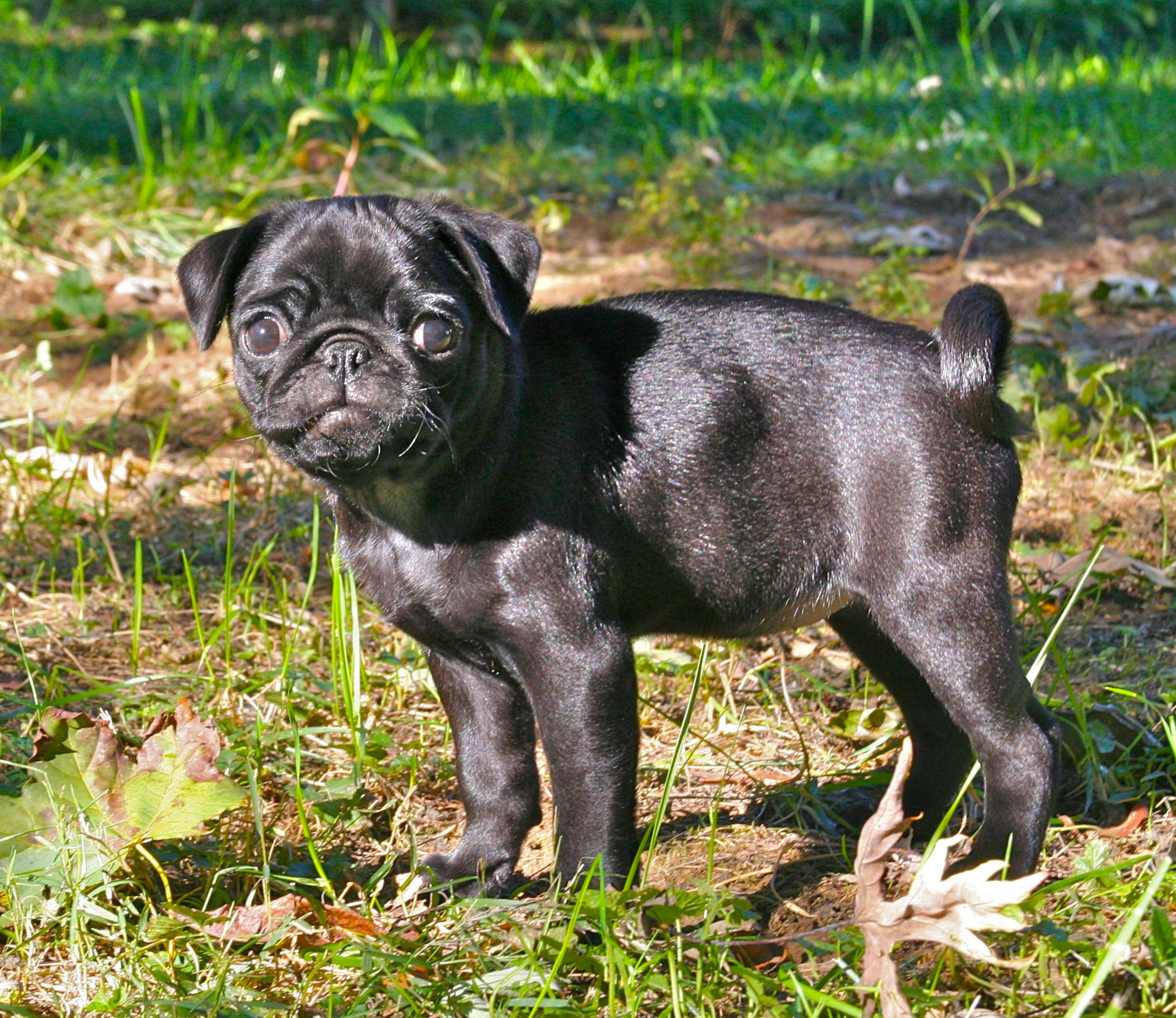
Mops negru

Sunt câini de talie mică, cu corpul scurt sugerând o formă pătrată. Aspectul general este îndesat și caracterizat de robustețe, oarecum în linia etalată de bulldogul englez (o rasă pe care că a influențat-o într-o oarecare măsură când s-a decis scăderea taliei foștilor luptători de arenă de tip Bull). În principiu înălțimea de la sol până la punctul de maxim al greabănului este aproximativ egală cu lungimea de măsurată de la bot până la rădăcina cozii. Craniul apare plat în zona frontală, cu botul scurt și pătrat și turtit (dar fără tendința de a fi proiectat în sus), iar fruntea este puternic marcată de riduri, formate prin compactarea pliurilor pielii în exces. Ochii sunt mari, exoftalmici, rotunzi și de culoare închisă. Urechile prinse sus și căzute pe lateralele capului sunt negre, de aceeași culoare fiind și masca, fără excepție (conform standardului rasei). Coada este dublu inelată și purtată pe spate, iar blana are părul drept, scurt, moale și lucios. Culorile acceptate: Isabella (castaniu), negru, gri-argintiu și bej.
- înălțime: 25–35 cm
- greutate: 6–8 kg
- speranța de viață: 10-15 ani

### Istoric rasă

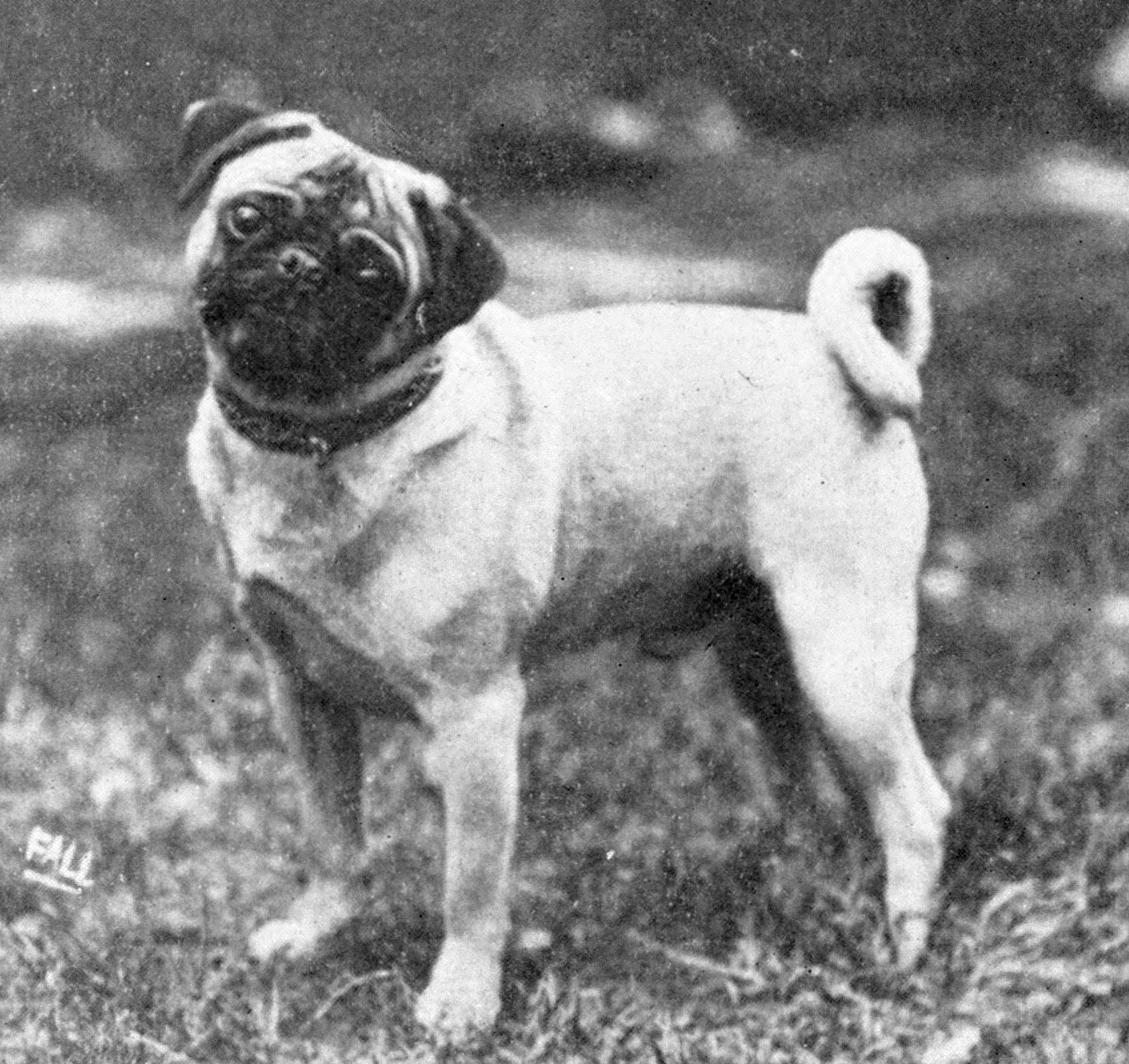
Un mops din 1915

Mopsul este o rasă canină care s-a format în China antică în timpul dinastiei Shang, descrieri ale unor câini de talie mică, cu botul scurt, datând din anul 600 î.e.n. Aristocrația chineză și membrii familiilor imperiale au manifestat mereu o anume slăbiciune pentru câinii de talie redusă, cu ochii mari și contrucție craniană brahicefalică și se pare că evoluția raselor pechinez, Spaniel Japonez (Chin) și mops se bazează pe un filon genetic comun, specialiștii opinând că, de-a lungul timpului, au avut loc încrucișări succesive între exemplarele acestor rase. În linii mari, pechinezul este diferit de mops în primul rând prin lungimea părului, între aceste rase existând multe similitudini. La sfârșitul secolului al XV-lea și începutul secolului al XVI-lea, când marinarii olandezi, portughezi, spanioli și englezi au inițiat primele schimburi comerciale în zonă, câinii de tip mops au fost remarcați pentru aspectul lor deosebit, nemaiîntâlnit în Europa. Olanda a fost prima țară europeană care i-a adoptat cu entuziasm, mopșii devenind repede favoriții liderilor politico-militari din epocă (Willem de Orania, poreclit Taciturnul, despre care legenda spune că ar fi reușit să evite un dezastru militar grație vigilenței și lătratului viguros al câinelui său)). Olandezii au ales să-i denumească Mopshond. Dealtfel, în spațiul cultural de limbă germanică acești câini sunt recunoscuți sub denumirea de Mops. La finalul secolului al XVII-lea, odată cu accesul la tronul Angliei a lui William al III-lea de Orania (consortul reginei Mary a II-a), acești câini au ajuns să fie foarte apreciați în insulele de dincolo de Canalul Mânecii și chiar au ajuns, în timp, să contribuie la formarea sau ameliorarea altor rase (King Charles Spaniel, French Bulldog etc.). Pictori faimoși i-au imortalizat în operele lor: William Hogarth (celebrul tablou "House of Cards", ce înfățișează mops jucând cărți), Francisco Goya (într-o operă realizată în anul 1785 și în care apar exemplare cu urechile cupate). Standardizarea rasei se produce începând cu secolul al XVIII-lea.

### Personalitate
Simpatic, amuzant (are mereu o mină ușor îngrijorată și nedumerită, sugerată de ridurile de pe frunte), afectuos și atașat de stăpân și de familia acestuia, Pug-ul este un partener canin plăcut și reconfortant. Acești câini se împacă bine cu copiii și acceptă destul de ușor străinii care se comportă prietenos. Deși le va semnala prezența cu lătraturi sonore, se va obișnui repede cu prezența lor (ceea ce nu îi recomandă în rol de paznici de nădejde). Nu sunt prea dispuși la efort fizic, au o natură mai sedentară și sunt comozi din fire. Preferă jocurile și activitățile mai puțin dinamice, desfășurate pe suprafețe mici, în zone cunoscute. Preferă plimbările liniștite efectuate mai ales dimineața devreme și în orele serii, pentru că nu rezistă bine la căldură excesivă. Se dovedește adesea încăpățânat și temperamental, mai ales în absența unui dresaj bine executat.

### Îngrijire și sensibilitate boli
Mopsul este un câine de apartament prin definiție, nu rezistă bine dacă este expus la temperaturi prea înalte sau prea joase. Câinii din această rasă dezvoltă destul de ușor diferite alergii, iar ochii sunt la rândul lor sensibili. Cele mai des semnalate afecțiuni oculare sunt keratita, inflamația corneei și urcioare. Botul scurt contribuie la problemele cronice cu respirația. Femelele acestei rase au adesea nașteri dificile, necesitând asistență de specialitate. Se apelează adesea la operația de cezariană, astfel că femelele nu vor putea rămâne gestante de prea multe ori. Și media litierei este destul de mică la această rasă. Mopsul este foarte pofticios și stilul de viață sedentar completat cu un slab control al dietei îl predispun la obezitate. Una dintre cele mai periculoase boli care se declanșează cel mai des în intervalul de vârstă 2-4 ani este encefalita.

### Condiții de viață
Câine de apartament, comod și liniștit, preferă să se afle mereu în apropierea stăpânului. Nu este recomandat persoanelor foarte active și care doresc să participe la activități sportive însoțiți de câinele lor. Se atașează cu predilecție de un anumit membru al familiei și, pe măsură ce înaintează în vârstă, pot deveni posesivi și geloși.

### Dresaj
Pug-ul reacționează mulțumitor la dresajul de bază și se adaptează repede regulilor de igienă impuse de traiul în interiorul căminului. Totuși, reacționează mai greu în primele ședințe și se poate dovedi adesea încăpățânat. Exercițiile trebuie repetate cu răbdare și tact, fără a se renunța la obiectivul propus. Foarte folositoare pentru captarea atenției și implicarea efectivă în munca de educație canina sunt recompensele și laudele, acest lucru este posibil să-i bucure.

### Utilitate
Câine de companie maleabil, amuzant și drăgălaș. Datorită dimensiunilor reduse și comportamentului echilibrat, ușor de menținut sub control, se pretează foarte bine pentru viața într-un apartament.

## Diverse
Imaginativi, chinezii au identificat repede asemănări între desenul aleator al acestor cute și complicatele caractere (ideograme) din alfabet, astfel exemplarele rasei au început să fie apreciate în mod deosebit în epocă mai ales datorită acestei trăsături fizice. Mărturii din vremuri demult apuse remarcă faptul că de o foarte mare apreciere se bucurau exemplarele de Pug ale căror cute de pe frunte sugerau cuvântul "Prinț".

## Galerie

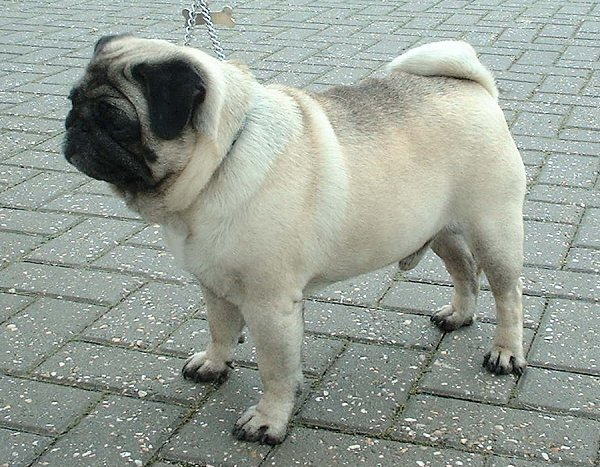
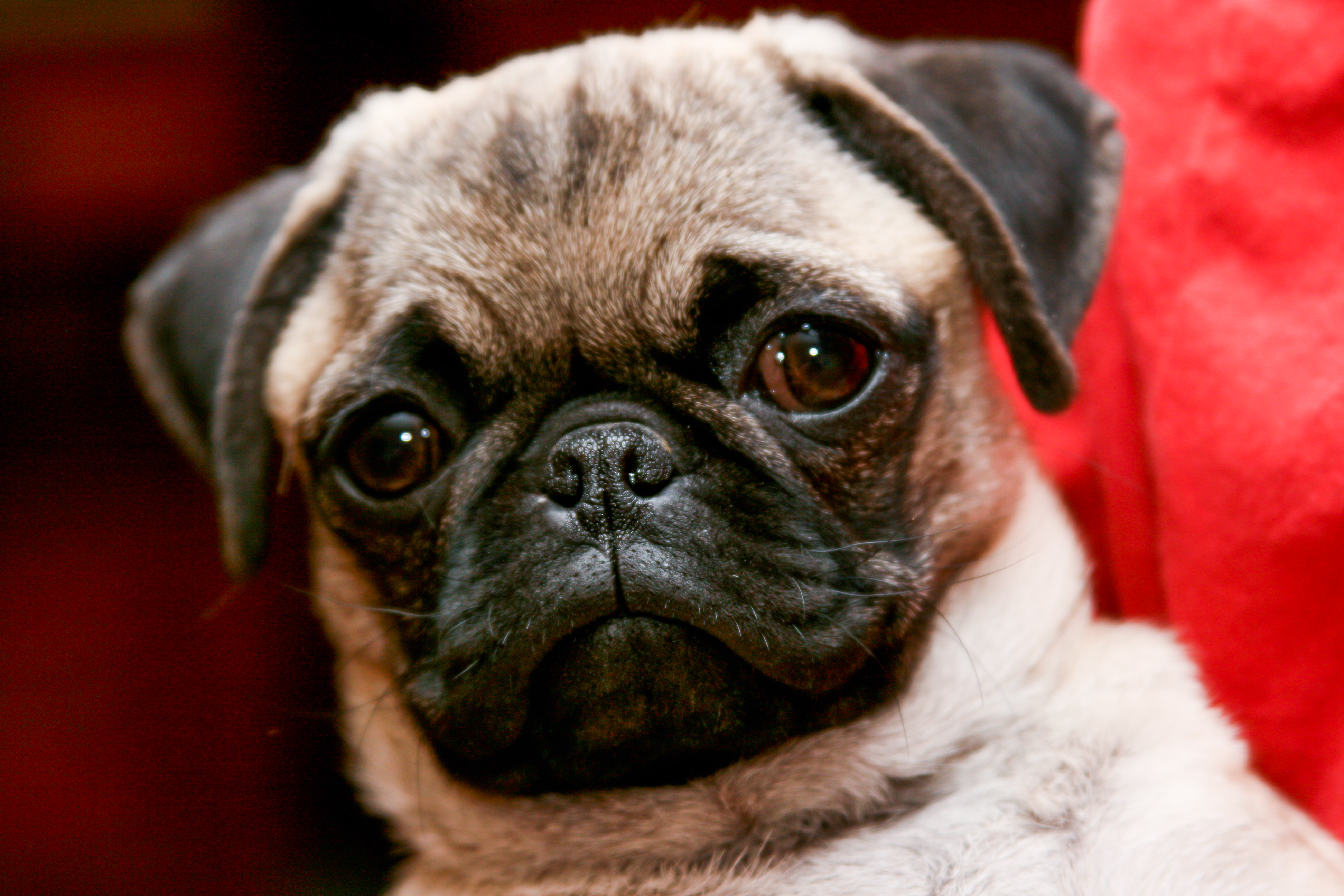
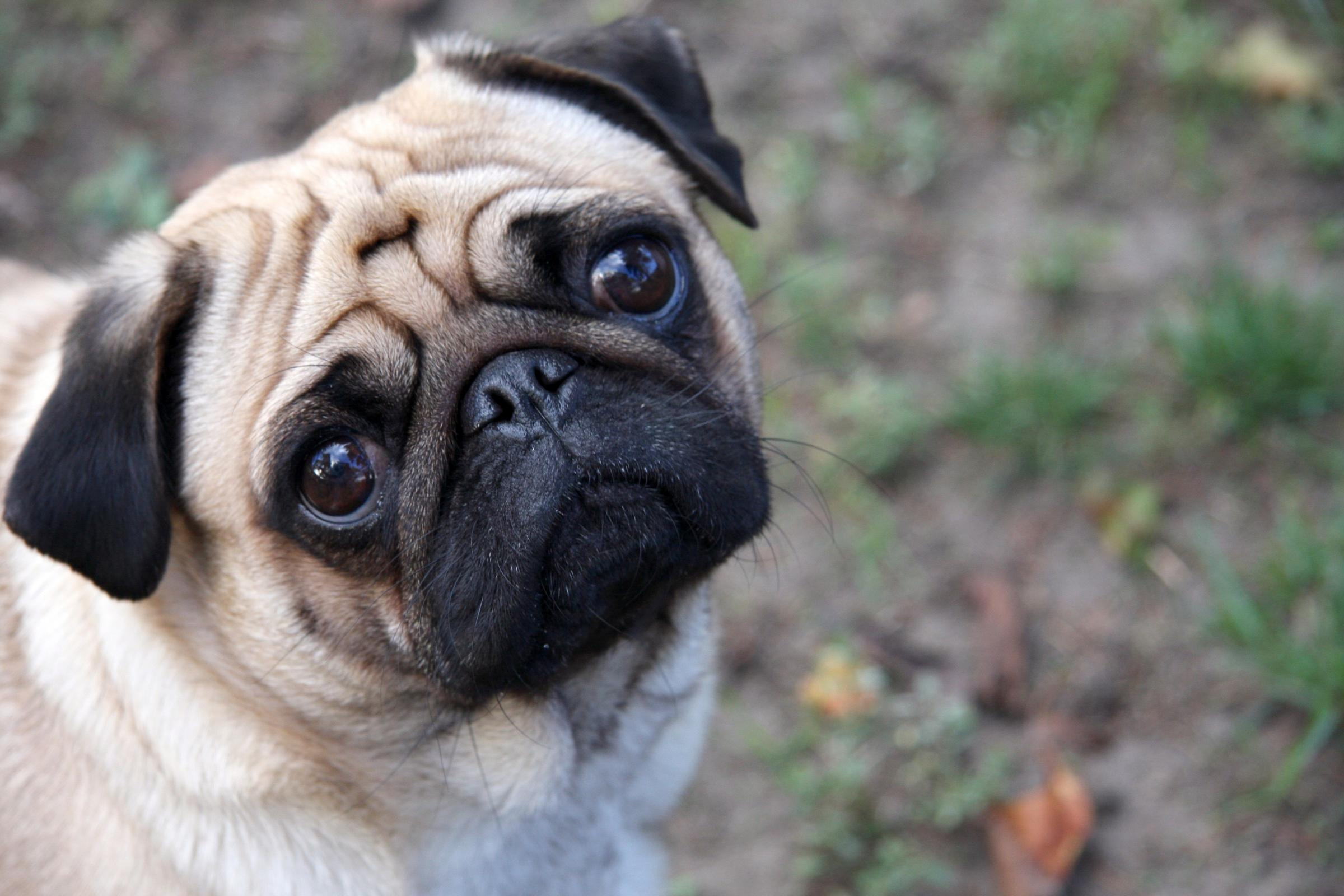
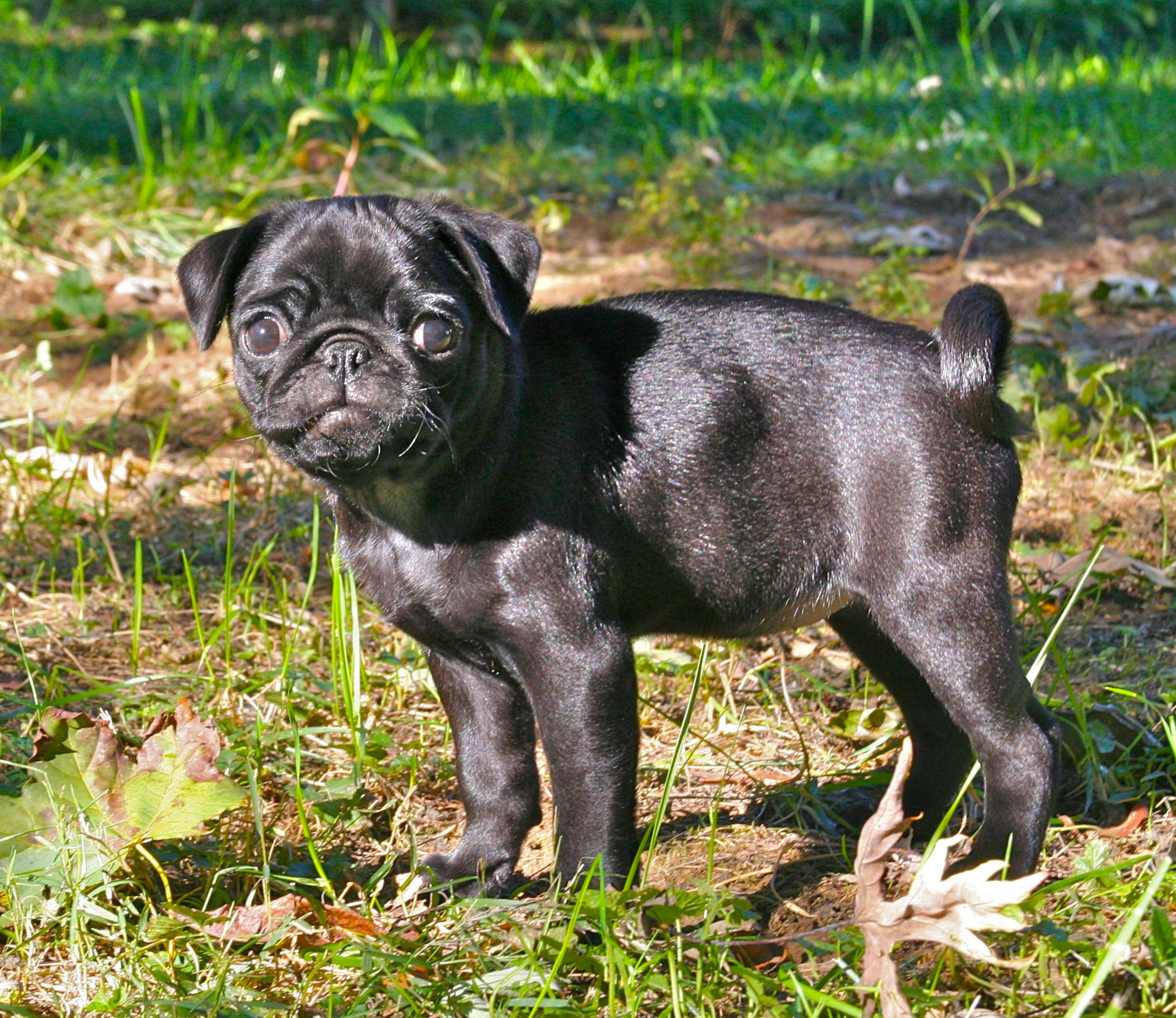

## Rase
- Mops Negru
- Mops Fawn
- Mops Apricot Fawn
- Mops Argintiu Fawn